# Andreas Ehrig
Andreas Ehrig (ur. 20 października 1959 w Langenbernsdorfie) – niemiecki łyżwiarz szybki reprezentujący NRD, srebrny medalista mistrzostw świata.

## Kariera
Największy sukces w karierze Andreas Ehrig osiągnął w 1984 roku, kiedy zdobył srebrny medal podczas wielobojowych mistrzostw świata w Göteborgu. W zawodach tych rozdzielił na podium Olega Bożjewa z ZSRR oraz Hilberta van der Duima z Holandii. W poszczególnych biegach zajmował tam trzecie miejsce na 1500 m, czwarte na 500 i 5000 m oraz dziewiąte na dystansie 10 000 m. W tym samym roku był też czwarty na mistrzostwach Europy w Larvik, przegrywając walkę o medal z Holendrem Fritsem Schalijem. Jego najlepszym wynikiem było tam trzecie miejsce w biegu na 500 m. Zdobył ponadto srebrny medal w wieloboju na mistrzostwach świata juniorów w Grenoble w 1979 roku, gdzie lepszy był tylko Szwed Tomas Gustafson. W 1980 roku brał udział w igrzyskach olimpijskich w Lake Placid, zajmując dziewiąte miejsce na 1500 m, dziesiąte na 5000 m oraz ósme na dystansie 10 000 m. Na rozgrywanych cztery lata później igrzyskach olimpijskich w Sarajewie jego najlepszym wynikiem było czwarte miejsce na 5000 m. Walkę o podium przegrał tam ze swym rodakiem René Schöfischem. Na tych samych igrzyskach był też piąty 1500 m i jedenasty na 10 000 m.
Jego żoną była niemiecka panczenistka Andrea Ehrig-Mitscherlich.